# Megalomus ioi
Megalomus ioi là một loài côn trùng trong họ Hemerobiidae thuộc bộ Neuroptera. Loài này được [Author?] miêu tả năm 0000.